# Sheldon Jaffery
Sheldon Jaffery was een Amerikaans bibliograaf (22 april 1934 – 10 juli 2003). Hij overleed aan een operatie waar hij behandeld werd aan longkanker. 

## Werken van Jaffery
- Double Trouble: A Bibliographic Chronicle of Ace Mystery Doubles, Starmont Popular Culture Series no. 11, 1987. ISBN 1-55742-118-8.
- Double Futures: An Annotated Bibliography of the Ace Science Fiction Doubles, 1999. ISBN 1-55742-139-0.
- Collector's Index to Weird Tales, Augustus 1985.  ISBN 0-87972-284-3.
- Future and Fantastic Worlds: Bibliography of DAW Books, Starmont Reference Guide, No. 4.  ISBN 1-55742-003-3.
- Horrors and Unpleasantries: A Bibliographical History & Collector's Price Guide to Arkham House, 1982. ISBN 0-87972-220-7.
- Selected Tales of Grim and Grue from the Horror Pulps, 1982. ISBN 0-87972-392-0.
- Sensuous Science Fiction From the Weird and Spicy Pulps, 1982. ISBN 0-87972-306-8.
- The Arkham House Companion: Fifty Years of Arkham House, Starmont House Inc., 1989. ISBN 1-55742-004-1.